# Hugo Enyinnaya
Ugochukwu Michael "Hugo" Enyinnaya (ur. 8 maja 1981 w Warri) – nigeryjski piłkarz występujący na pozycji napastnika.

## Kariera

### Początki kariery
Hugo Enyinnaya karierę piłkarską rozpoczął w 1997 roku w klubie Nigeria Premier League, Eagle Cement Port Harcourt, po czym w sezonie 1997/1998 reprezentował barwy klubu Nigeria National League FC Ebedei, następnie w sezonie 1998/1999 reprezentował barwy belgijskiego klubu Tweede klasse RWD Molenbeek.

### Kariera we Włoszech
Enyinnaya podczas występów w RWD Molenbeek został zauważony przez dyrektora włoskiego klubu AS Bari, Carla Regalię, który sprowadził zawodnika za kwotę 200 000 euro. Przeważnie występował w młodzieżowej drużynie klubu, gdzie grał w ataku obok Antonio Cassano, wraz z którym doprowadził do triumfu drużyny w rozgrywkach Primavery. W Serie A zadebiutował 17 października 1999 roku w przegranym 3:1 meczu wyjazdowym z FC Torino po zastąpieniu w 79. minucie Yksela Osmanovskiego. 18 grudnia 1999 roku w powodu kontuzji podstawowych napastników klubu: Yksela Osmanovskiego i Phila Masingi Enyinnaya wraz z Antonio Cassano został wystawiony do pierwszego składu na mecz domowy z Interem Mediolan, w którym w 7. minucie zdobył gola z 40 metrów na 1:0, po czym Antonio Cassano zdobył następnego gola dla klubu i mecz zakończył się zwycięstwem AS Bari 2:1. W następnym okresie kariery Enyinnaya zmagał się z licznymi kontuzjami, które utrudniały rozwój jego kariery, gdy jego kolega z młodzieżowej drużyny, Antonio Cassano wkrótce został jednym z najlepszych zawodników w Serie A oraz stanowił o sile reprezentacji Włoch. W sezonie 2000/2001 klub zajął 18. miejsce z rozgrywkach ligowych, które oznaczało spadek do Serie B, a po sezonie 2001/2002 został wypożyczony do AS Livorno, z którego po sezonie 2002/2003 wrócił do AS Bari, jednak wkrótce ponownie został wypożyczony, tym razem do występującego w Serie C1 US Foggia, a po sezonie 2003/2004 odszedł z klubu oraz zakończył kontrakt z AS Bari.

### Kariera w Polsce
Po okresie próbnym w węgierskim VSC Debreceni i odrzuceniu ich propozycji 3-letniego kontraktu, został ściągnięty latem 2004 roku do Polski przez Marka Koźmińskiego, ówczesnego dyrektora występującego w I lidze polskiej Górnika Zabrze, z którym podpisał kontrakt, a do 2005 roku rozegrał zaledwie 5 meczów (4 mecze ligowe, 1 mecz w Pucharze Polski). Następnie do końca sezonu 2005/2006 reprezentował barwy III-ligowej Lechii Zielona Góra. Następnie w latach 2006–2008 reprezentował barwy II-ligowej Odry Opole, w której był najlepszym zawodnikiem pod wodzą trenerów Miroslava Čopjaka, Witolda Mroziewskiego, Roba Delahaije oraz Andrzeja Prawdy. Po sezonie 2007/2008 władze klubu z powodów finansowych nie zdecydowały na przedłużenie kontraktu z zawodnikiem.

### Ostatnie lata kariery
Następnie Enyinnaya w styczniu 2009 roku wrócił do Włoch, gdzie najpierw negocjował warunki umowy z Atletico Boville Ernica, jednak ostatecznie zdecydował się na podpisanie kontraktu z występującym wówczas w lidze Eccellenza (5. poziom rozgrywkowy) ASD Anziolavinio, następnie w latach 2009–2010 reprezentował barwy ASD Città di Meda 1913, natomiast w latach 2010–2011 Zagarolo Calcio, po czym zakończył karierę piłkarską i wrócił do Nigerii.

## Kariera reprezentacyjna
Hugo Enyinnaya w latach 1998–2000 w reprezentacji Nigerii U-20 rozegrał 6 meczów, w tym 4 mecze w eliminacjach do turnieju olimpijskiego 2000 w Sydney w którym zdobył 1 gola, na który nie pojechał z powodu kontuzji.

## Sukcesy
AS Bari
- Primavera: 2000

## Życie prywatne
Jest żonaty od 2004 roku z Andreą, którą poznał na lotnisku wracając z Włoch na święta. Maja razem córkę Lexę (ur. 5 maja 2007 roku).
W 2012 roku wystąpił w programie pt. Gnok Calcio Show, emitowanym w telewizji Sky Italia.